# K-Beauty
K-Beauty es un término general para los productos para el cuidado de la piel que se derivan de Corea del Sur. La moda ganó popularidad en todo el mundo, especialmente en el este de Asia, el sudeste de Asia, el sur de Asia y el mundo occidental, y se centra en la salud, la hidratación y el énfasis en los efectos iluminadores.

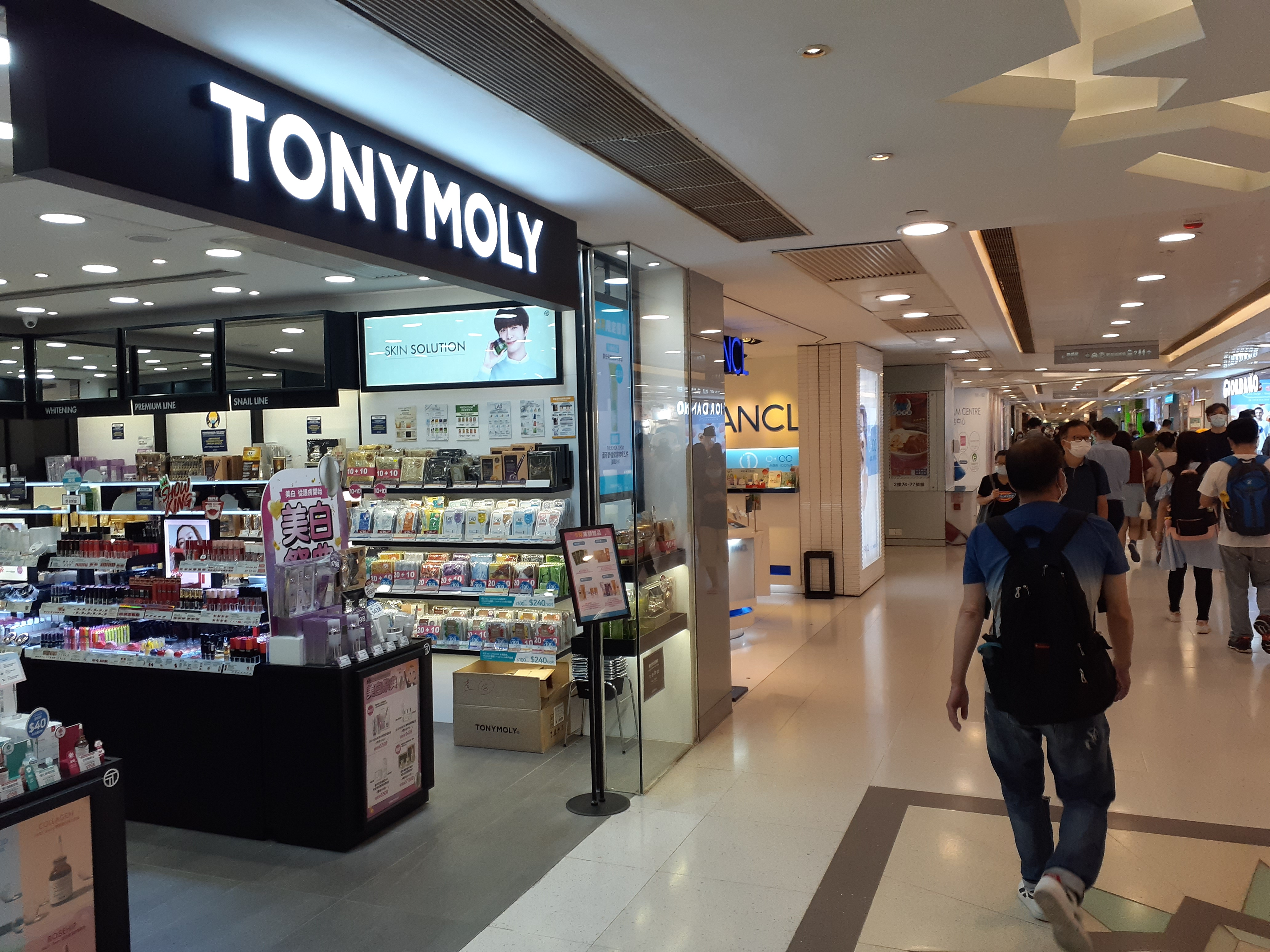
Tienda de Tonymoly, marca de K-Beauty.

Aunque el enfoque de estos productos de belleza está en la estética de la piel, como la salud, la hidratación y la piel con textura luminosa, los surcoreanos prefieren la "piel de cristal" resplandeciente. En lugar de tener capas de base, se prefiere tener un régimen prolongado de cuidado de la piel enfocado en tonificar y aclarar. Se utilizan varios ingredientes naturales en la creación de estos productos además de los numerosos pasos involucrados en una rutina de cuidado de la piel. La industria del cuidado de la piel y los cosméticos continúa liderando el camino en términos de ganancias económicas, como lo demuestra el crecimiento y la expansión del cuidado de la piel coreano a nivel nacional e internacional. La historia del cuidado de la piel coreano ha influido en los estándares de la rutina ideal de belleza y cuidado de la piel que se han arraigado en las normas coreanas con el tiempo. El resultado ha dado lugar a varias controversias y movimientos contra los estándares de belleza rígidos y dañinos impuestos al pueblo coreano.
Asia-Pacífico tiene la mayor participación de mercado en la industria de la belleza coreana a diciembre de 2020, y los países/regiones asiáticos como China, Hong Kong, India y Corea del Sur son algunos de los mayores consumidores de productos de belleza coreana. También existe un mercado creciente para los productos de belleza coreana en países occidentales como el Reino Unido.

## Ingredientes y rutina

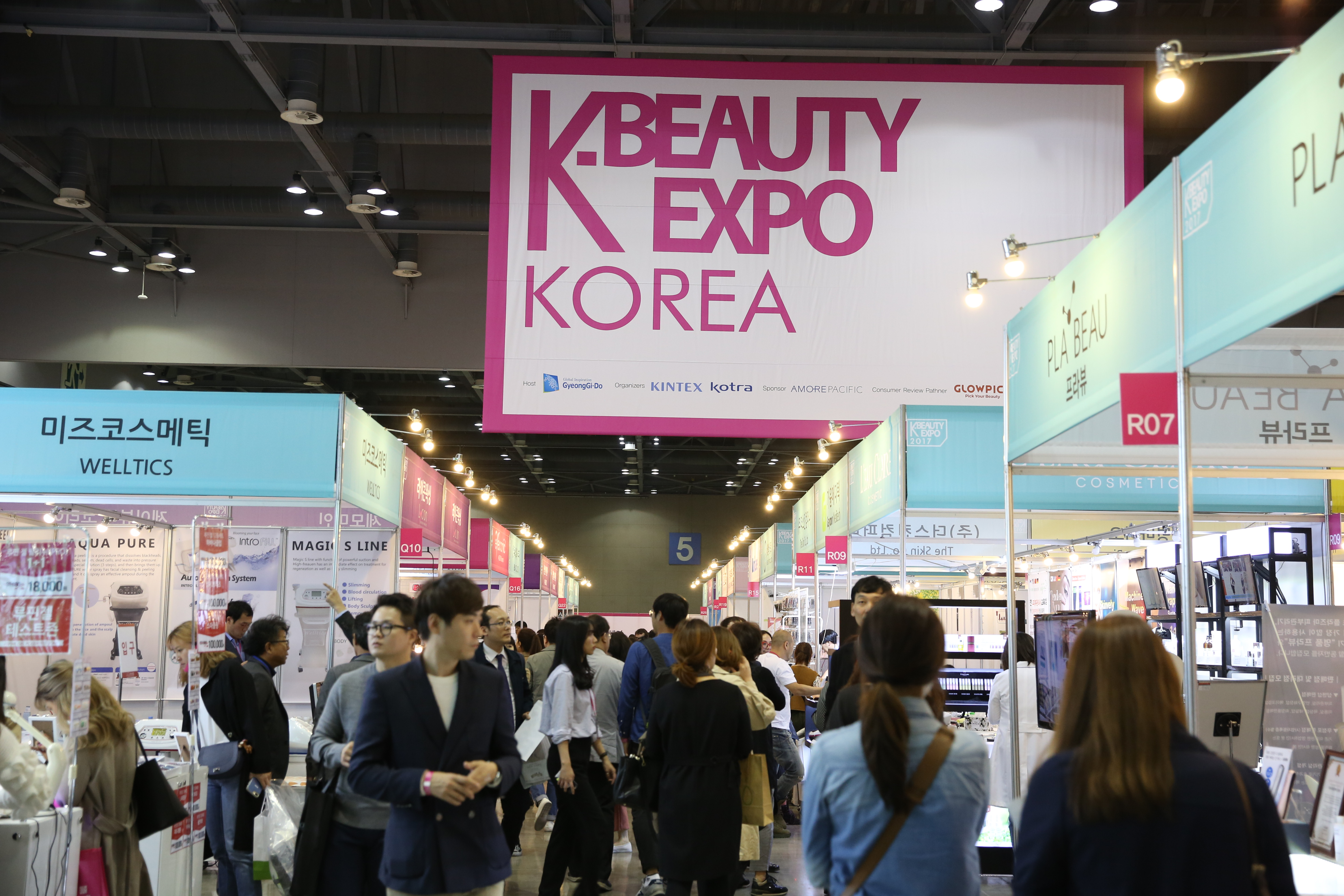
K-Expo de belleza de Corea del Sur.

Los estándares de belleza coreanos en el siglo XXI premian una apariencia juvenil y la apariencia de humedad en la piel, lo que da como resultado una preferencia por las cremas sobre los polvos. Como resultado, los productos de belleza coreana también se diseñan más a menudo para la exportación, como resultado de la historia de industrialización por sustitución de importaciones de Corea del Sur. Los productos K-Beauty se presentan utilizando ingredientes sofisticados y un empaque atractivo. Los productos utilizan ingredientes que van desde fuentes más naturales como hojas de té verde, orquídeas, soja hasta baba de caracol, máscaras mutantes, veneno de abeja (un antiinflamatorio «faux-tox» supuestamente para relajar los músculos faciales), extracto de estrella de mar hidratante y colágeno de cerdo. El régimen incluye una serie de pasos que incluyen rituales de limpieza (con productos a base de aceite y agua), mascarillas, esencias, sueros, humectantes, almohadillas compactas, productos fermentados y protector solar SPF 35. Por la noche, el protector solar se reemplaza por una «crema de noche». Cada régimen se aborda de manera diferente según los factores de complexión, incluidas las fluctuaciones hormonales y las opciones de estilo de vida.
El régimen de cuidado de la piel ultraelaborado de K-Beauty consistió en un promedio de 10 pasos. Normalmente comienza con un ritual de limpieza dual, una serie de mascarillas, lociones de esencias, sueros y humectantes ricos, y luego termina con un protector solar SPF, excepto por la noche cuando el protector solar se cambia por una crema espesa para dormir. Los productos para el cuidado de la piel del rostro son exitosos, debido al abundante desarrollo de nuevos productos para la piel y que dos tercios (68%) de todos los lanzamientos de productos para el cuidado de la piel fueron productos de Corea del Sur. Aunque los hombres participan cada vez más en el mercado, el foco sigue estando en las mujeres. Youtubers ofrecen tutoriales sobre cómo aplicar cosméticos y productos para el cuidado de la piel.

## Economía
Corea del Sur es el líder de la industria mundial de la belleza, sigue avanzando; Los analistas esperan que K-Beauty genere un gran crecimiento y expansión de las marcas coreanas de cuidado de la piel para generar grandes ingresos. Esta sigue siendo la proyección para los próximos años.
Corea del Sur también es conocida por ser el centro de investigación y desarrollo de muchas marcas para el cuidado de la piel, así como un centro de fabricación y producción. Se encuentra que la mayoría de los coreanos están bien educados e informados sobre el cuidado de la piel y la salud, por lo que muchos de los productos desarrollados por Corea están completamente regulados. Un factor adicional de su éxito incluye la influencia de la cultura popular, como Hallyu Wave, donde las celebridades promocionan marcas de maquillaje y ayudan a promocionarlas a nivel nacional e internacional.
K-Beauty está asociado con la ola coreana; por ejemplo, la compañía de cosméticos de Corea del Sur Amorepacific patrocinó Mi amor de la estrella, un K-drama de 2014 cuya comercialización constante de productos Amorepacific resultó en un aumento en los productos para el cuidado de la piel y los lápices labiales del 75 y 400 por ciento. La combinación del aumento del turismo internacional en Corea del Sur combinado con la presencia de productos K-Beauty en las tiendas libres de impuestos también ha funcionado para aumentar las ventas de cosméticos en Corea.

## Historia
En el pasado, se sabía que los coreanos creaban y utilizaban varios productos para el cuidado de la piel y el maquillaje. Además, se pensaba que la apariencia superficial estaba relacionada con la salud y el cuidado interior. Muchos estaban hechos de ingredientes naturales que los rodeaban, como aceites, plantas o polvos naturales. Estos cosméticos naturales en ese momento agregaron fragancia al producto que a menudo se pensaba que reducía el estrés y la fatiga, como se indica en Gyuhap Chongseo o Enciclopedia de mujeres. Los orígenes de la belleza coreana se desarrollaron durante la época de los Tres Reinos, donde la cultura de la belleza se hizo más frecuente. Se puso un énfasis especial en la era de Goryeo, ya que era conocida por ser el pináculo de los estándares de belleza coreanos. En la dinastía Joseon, la idea de la belleza surge de una piel de aspecto claro y labios color cereza para acentuar la elegancia de su estatus.

## Estándares de belleza y controversias
A lo largo de cada una de las eras de los Tres Reinos, a las mujeres y las élites a menudo se les informaba qué productos de belleza eran aceptables a través de Gyuhap Chongseo. Los Tres Reinos incluyeron desde el más antiguo hasta el más reciente: Silla, Goguryeo y Baekje (37 a. C. ~ 668 a. C.). Gran parte de la información y el conocimiento sobre el cuidado de la piel y la belleza de la era de Silla se trasladaron a la era de Goguryeo, donde se implementaron más avances. El Gyuhap Chongseo detalló las formas correctas de maquillarse.
Se pensaba que la era Goguryeo era excesiva para los estándares de Joseon. Durante la dinastía Joseon, el confucianismo dictaba lo que era aceptable en términos de belleza con un enfoque en el yo interior. La belleza coreana a menudo fluía de la clase baja a las élites, ya que muchas élites reflejaban a las artistas femeninas, conocidas como gisaeng. Luego se inventaron y vendieron accesorios de belleza y envases. El comercio y las importaciones de otros países, como Rusia y China, se hicieron más frecuentes.
Esta es una prueba del gran interés de los surcoreanos por el atractivo físico. Corea del Sur tiene la tasa más alta del mundo de cirugía estética per cápita. Se ha convertido en el destino del turismo nip and tuck. Los estrictos estándares en Corea del Sur han creado el movimiento «Escape the Corset» para deshacerse de los rígidos estándares de belleza del país. Este movimiento fue creado por un grupo de mujeres que querían poner fin y desafiar el tono de las capitales más obsesionadas con la belleza del mundo, su actitud aceptada desde hace mucho tiempo hacia la cirugía plástica y cosmética. Este movimiento se inspiró en el Movimiento #MeToo. La ola coreana ha llevado a estándares de belleza poco realistas entre los jóvenes de Corea del Sur. Se encuentran más anuncios sobre cosméticos y productos de belleza facial en las revistas de moda de Corea del Sur que en los Estados Unidos.
El valor que los surcoreanos le han dado al atractivo físico puede influir en la autoestima y las relaciones interpersonales y románticas de un joven, para aquellos que no están tan a la altura. La preferencia estética social por que las mujeres usen maquillaje y tengan un rostro pequeño en forma de corazón es fuerte. En Corea del Sur, la presión por la conformidad contra las personas que abandonan el camino principal es relativamente intensa en comparación con otros países avanzados y democratizados.